# Kleiner Ziersalmler
Der Kleine Ziersalmler (Nannostomus minimus) gehört zur Familie der Schlanksalmler (Lebiasinidae) und kommt im nordöstlichen Südamerika, in Guyana in den Stromgebieten von Mazaruni und Potaro vor.

## Merkmale
Mit einer Maximallänge von 2,3 cm ist der Kleine Ziersalmler die kleinste Nannostomus-Art und zugleich der kleinste Schlanksalmler, einer der kleinsten Arten aus der Ordnung der Salmlerartige und gehört zu den kleinsten südamerikanischen Süßwasserfischen. Er schwimmt waagerecht und hat den typischen, spindelförmigen Körper der Nannostomus-Arten. Kopfoberseite und Rücken sind olivgrün, die Schuppen besitzen einen schmalen, schwarzen Rand. Von der Spitze der Schnauze bis zur Basis der Schwanzflosse verläuft eine schwarze, in der Mitte oft rötliche Längsbinde, die oben von einer gelblichen, grünlich schimmernden und unten von einem silbrig-weißen Band begleitet wird. Das obere, gelbliche Band besitzt oben einen schwarzen Rand. Die Iris ist oben gelblich, unten silbrig. Rücken-, Brust- und Bauchflossen sind farblos und transparent, die Schwanzflossenbasis gelbgrün bis orangebraun. Weibchen sind kräftiger gebaut und haben einen geraden Afterflossenrand, Männchen sind schlanker, die Afterflosse lappenartig verlängert und die mittleren Afterflossenstrahlen leicht schwärzlich.
- Flossenformel: Dorsale 2/8, Anale 3/9, Pectorale 1/9–10,Ventrale 1/9–10.
- Schuppenformel: mLR 23–24, SL 1–2.